# Zach Pascal
Zach Pascal (Upper Marlboro, 18 dicembre 1994) è un giocatore di football americano statunitense che milita nel ruolo di wide receiver per i New York Giants della National Football League (NFL). Non selezionato nel Draft NFL 2017, firmò come undrafted free agent con i Washington Redskins. Al college ha giocato a football per Old Dominion.

## Carriera universitaria
Pascal frequentò la Old Dominion University dal 2012 al 2016. Dopo aver trascorso la sua prima stagione come redshirt, Pascal tornò nel 2013 come freshman, giocando in dodici partite, di cui cinque da titolare; finì la stagione con 41 ricezioni per 534 yard e sei touchdown.
Nel 2014, come sophomore, Pascal giocò da titolare tutte le dodici partite, registrando 59 ricezioni per 743 yard e sette touchdown.
Nel 2015, come junior, Pascal giocò tutte le dodici partite di cui undici da titolare, registrò 68 ricezioni (primo nella squadra, secondo nella storia della scuola e sesto nella Conference USA) per 970 yard e otto touchdown. Inoltre corse per 165 yard e segnò un touchdown su corsa. Stabilì un nuovo record scolastico per yard totali in una singola stagione (1.549). Viene nominato nella seconda formazione ideale All-Conference USA del 2015.
Nel 2016, come senior, Pascal giocò tutte le tredici partite da titolare, guidò la squadra in ricezioni (56) per 946 yard e nove touchdown. Inoltre corse 23 volte per 145 yard, e ritornò dodici kickoff per 315 yard. Anche in questa stagione nominato nella seconda formazione ideale All-Conference USA. Terminò la sua carriera universitaria con 233 ricezioni (primo nella storia della scuola) per 3.148 yard e 30 touchdown.

## Carriera professionistica

### Washington Redskins
Nel 2017, Pascal firmò come undrafted free agent coi Washington Redskins. Venne svincolato il 2 settembre 2017.

### Tennessee Titans
Il 4 settembre 2017, Pascal firmò con i Tennessee Titans e venne piazzato nella squadra dall'allenamento. Venne promosso alla prima squadra il 20 settembre 2017. Il 23 settembre 2017 venne svincolato e ri-firmato alla squadra d'allenamento. Il 15 gennaio 2018, Pascal firmò un contratto con riserva con i Titans. Il 14 giugno 2018, i Titans svincolarono Pascal.

### Indianapolis Colts
Il 15 giugno 2018, Pascal firmò con gli Indianapolis Colts. Nella partita inaugurale della stagione contro i Cincinnati Bengals, Pascal fece il suo debutto come professionista, ricevendo un solo passaggio per 18 yard e ritornando due kickoff per 54 yard nette. Il 30 settembre, contro gli Houston Texans, Pascal segnò il suo primo touchdown da professionista su un passaggio dal quarterback Andrew Luck, i Colts vennero sconfitti ai supplementari. Terminò la stagione 2018 con sedici presenze (di cui quattro da titolare), 27 ricezioni per 268 yard e due touchdown.

### Philadelphia Eagles
Il 21 marzo 2022 Pascal firmò con i Philadelphia Eagles.

### Arizona Cardinals
Il 20 marzo 2023 Pascal firmò un contratto biennale del valore di 4,5 milioni di dollari con gli Arizona Cardinals. Nel 2023 disputò 14 partite, di cui una come titolare.

### New York Giants
Il 22 marzo 2025 Pascal firmò un contratto di un anno con i New York Giants.

## Palmarès
- National Football Conference Championship: 1

Philadelphia Eagles: 2022